# Johnny Guitar – Wenn Frauen hassen
Johnny Guitar – Wenn Frauen hassen (auch Johnny Guitar – Gehasst, gejagt, gefürchtet und Johnny Guitar – Gejagt, gehaßt, gefürchtet; Originaltitel Johnny Guitar) ist ein US-amerikanischer Western von Nicholas Ray aus dem Jahr 1954 mit Joan Crawford in der Hauptrolle. Während der Film bei seiner Veröffentlichung zumeist negative Kritiken bekam, genießt er unter Filmkritikern inzwischen große Anerkennung; häufig wird er sogar als „Kultfilm“ bezeichnet. Johnny Guitar wurde ins National Film Registry aufgenommen.

## Handlung
Ein abgelegenes Dorf in Arizona in der zweiten Hälfte des 19. Jahrhunderts. Durch den Betrieb eines Spielsaloons und lukrative Immobiliengeschäfte hat es die Unternehmerin und ehemalige Barsängerin Vienna zu einigem Wohlstand gebracht. Den örtlichen Ranchern ist ihre Anwesenheit ein Dorn im Auge, da mit dem Bau der Eisenbahn die bisherigen Machtstrukturen umgekehrt werden und der Zustrom von neuen Siedlern das Ende der Vorherrschaft der Viehzüchter bedeuten wird. Als Wortführerin tritt neben dem Geschäftsmann Mr. McIvers vor allem die energische Emma Small auf, die zu den größten Landbesitzern der Umgebung zählt. Ihr Hass auf Vienna ist allerdings intimerer Natur, als sie zugeben will: Seit einiger Zeit ist Emma unglücklich in den Bandenchef „Tanzender Ted“ verliebt, der jedoch in mehr oder weniger romantischen Beziehungen zu Vienna steht.
Eines Tages kehrt der geheimnisvolle und schweigsame ehemalige Revolverheld Johnny Logan in den Saloon von Vienna ein. Seine kriminelle Vergangenheit hat er inzwischen hinter sich gelassen, statt eines Revolvers trägt er nun eine Gitarre bei sich und nennt sich Johnny Guitar. Er nimmt eine Arbeit in Viennas Saloon an, mit der er vor fünf Jahren in einer Beziehung war, ehe er ins Gefängnis musste. Vienna und Johnny schwelgen in gemeinsamen Erinnerungen, wobei Johnny eifersüchtig nachfragt, welcher Art ihre Beziehung zu Ted war.
Als eine Postkutsche überfallen wird, werden Ted und seine Bande von der eifersüchtigen Emma der Täterschaft beschuldigt. Außerdem behauptet sie, Vienna sei seine Geliebte und Komplizin. Auf ihr Drängen stellt der Sheriff ein Ultimatum: Ted, seine Bandenmitglieder Turkey, Bart und Corey sowie die ebenfalls verdächtigte Vienna müssen die Stadt innerhalb von 24 Stunden verlassen. Vienna denkt jedoch nicht daran, klein beizugeben, und beschließt zu bleiben. Ted und seine Bande sind wegen der falschen Verdächtigungen der Dorfbewohner ihnen gegenüber enttäuscht und wollen westwärts nach Kalifornien. Aus Rache überfällt die Bande Emmas Bank, als Vienna dort zufällig auch Geld abheben will. Emma nutzt den Zufall aus, um Vienna der Mittäterschaft zu verdächtigen. Im Gegensatz zu Johnny, der sich gegen Emmas Machenschaften mit dem Revolver wehren will, versucht Vienna die Dorfbewohner auf friedliche Weise von ihrer Unschuld zu überzeugen. Doch als Teds verwundetes, jugendliches Bandenmitglied Turkey Ralston, den Vienna aus Mitleid versteckt hatte, bei ihr im Saloon aufgefunden wird, sind die Dorfbewohner endgültig gegen sie eingestellt. Turkey wird zu einer Aussage gegen Vienna gedrängt, mit dem Versprechen, dass er dann dafür nicht hingerichtet werde.
Trotz dieses Versprechens sollen Turkey und Vienna ohne Verhandlung, als Lynchakt, gehängt werden. Viennas von ihr selbst errichteter Saloon wird von Emma in Brand gesteckt. Turkey wird zuerst gehängt. Niemand der Männer aber will eine Frau hängen. Emma übernimmt daher die Peitsche und schlägt das Pferd, doch Johnny – auf dem Steg liegend – löst rechtzeitig das Seil, als das Tier mit Vienna losgaloppiert. Das Liebespaar kann vor den Dorfbewohnern in Teds abgelegenes Versteck in den nahegelegenen Bergen flüchten, in dem sich der Bandenchef mit seinen Leuten aufhält. Die Rivalität zwischen Ted und Johnny führt zu einer angespannten Situation, doch Johnny rettet Ted das Leben, als der intrigante Bart ihn hinterrücks erschießen will, nachdem er zuvor Corey erstochen hat. Die Verfolger spüren durch eine glückliche Fügung das Versteck auf; es kommt dort zur letzten Konfrontation der beiden Kontrahentinnen. Nachdem Emma im Showdown Vienna verwundet und dann noch Ted erschießt, muss Vienna Emma aus Notwehr töten. Die Dorfbewohner, die Emma auf ihrem Rachefeldzug nicht mehr folgen mochten und sich daher am Showdown nicht mehr beteiligten, beenden ihre Lynchjagd und kehren nach Haus zurück. Johnny und Vienna hingegen gehen einer gemeinsamen, glücklichen Zukunft entgegen.

## Produktionshintergrund
Die Handlung des Films basierte auf einem nur wenige Monate zuvor erschienenen Roman von Roy Chanslor (1899–1964). Der Film hat außer dem gleichnamigen Titel aber wenig mit Chanslors Romanhandlung zu tun. Im Vorspann wird nur Philip Yordan als Drehbuchautor genannt, doch Yordan diente in den 1950er-Jahren auch als Strohmann für andere Kollegen, die in der McCarthy-Ära des Kommunismus verdächtigt wurden und auf Schwarze Listen gesetzt wurden, so dass sie in Hollywood offiziell nicht mehr arbeiten durften. Oft wurde deshalb spekuliert, ob nicht das Drehbuch von Johnny Guitar eigentlich von dem damals auf der Schwarzen Liste stehenden Ben Maddow stamme. Maddow selbst behauptete dies lange, als er dann aber im fortgeschrittenen Alter den Film erstmals zu sehen bekam, erklärte er, nichts von sich darin erkannt und sich möglicherweise in seiner Behauptung geirrt zu haben.
Die Karriere von Joan Crawford, die in den späten Stummfilmtagen zu Ruhm gekommen war, war nach dem finanziellen und künstlerischen Misserfolg von Herzen im Fieber, einem Revuefilm, den sie 1953 bei MGM gedreht hatte, in Gefahr. Die Schauspielerin hatte für diese Rolle sogar den Part der Karen Holmes in der Fred-Zinnemann-Adaption von Verdammt in alle Ewigkeit abgelehnt, der schließlich an Deborah Kerr ging. Crawford war zunächst entschlossen, mit dem Regisseur Nicholas Ray – mit dem sie damals eine kurze Affäre hatte – einen Spionagefilm unter dem Titel Lisbon zu drehen. Die Pläne zerschlugen sich, und am Ende akzeptierten die beiden ein Angebot, für das Studio Republic Pictures einen Western zu drehen. Da Republic außer John Wayne selten große Stars hatte und Crawford überdies die Filmrechte an Chanslors Roman besaß, war sie auch eine Art Produzentin. So konnte sie beispielsweise Nicholas Ray als Regisseur durchsetzen.
Für Joan Crawford waren die Dreharbeiten keine angenehme Erfahrung. Zum einen bildeten Western in den 1950er Jahren ein Sammelbecken für Schauspielerinnen, die den Zenit ihres Ruhms bereits überschritten hatten. Marlene Dietrich hatte bereits 1952 unter der Regie von Fritz Lang in Engel der Gejagten ihren Auftritt gehabt, Claudette Colbert, Barbara Stanwyck und sogar Greer Garson suchten zunehmend Zuflucht in dem Genre, als andere Rollen selten wurden. Hinzu kam, dass das Studio Republic Pictures in der Branche als C-Studio, als Poverty Row galt. Das vor allem auf Western spezialisierte Studio von Herbert Yates war zu diesem Zeitpunkt bereits in einer Krise, da ihren üblichen B-Movie-Western mittlerweile von Westernserien im beliebter werdenden Fernsehen der Rang abgelaufen wurde, sodass Johnny Guitar einer der letzten bedeutenden Republic-Filme wurde.

In der Umgebung von Sedona wurde der Film gedreht

Gedreht wurde der Film hauptsächlich in Sedona, in Arizona, wo Republic Studios eine kleine Ranch besaß. Nicholas Ray hatte nur ein geringes Budget, bekam aber gleichzeitig hohe künstlerische Freiheit über die Umsetzung des Filmes. Er drehte ihn in dem Farbfilmprozess Trucolor, der eigens von Republic Pictures entwickelt worden war und dort seit den 1940er-Jahren zum Einsatz kam. Ray setzte seine Kreativität vor allem im architektonischen Bereich ein, so beispielsweise in der Einrichtung des Saloons und den geometrischen Beziehungen zwischen den Schauplätzen.
Die ursprüngliche Idee, die Rolle der Emma an Crawfords gute Freundin Barbara Stanwyck zu vergeben, war am geringen Produktionsbudget gescheitert. Claire Trevor wurde ebenfalls für die Rolle ins Gespräch gebracht, aber Crawford fand sie dafür zu attraktiv. Das Verhältnis von Joan Crawford und der letztlichen Emma-Darstellerin Mercedes McCambridge war angespannt, auch da Crawford durch die begeisterten Reaktionen der Filmcrew auf McCambridges Darstellung (sie bekam von den Mitarbeitern Szenenapplaus) gefürchtet haben soll, die Nebendarstellerin stehle ihr die Show. Nicholas Ray unternahm nichts, um die feindselige Stimmung zwischen den Schauspielerinnen abzubauen, da diese Animositäten die Darstellungen ihrer Filmfiguren zueinander realistisch gestaltete. Mit Sterling Hayden gab es ebenfalls Probleme, da er seine Rolle lethargisch und ohne großen Elan anging. Nach Beendigung der Dreharbeiten äußerten sich etliche Co-Stars negativ über das Verhalten von Joan Crawford, was besonders das Klatschblatt Confidential zu einer ganzen Serie mit dem Titel Joan Crawford – Queen or Tyrant? ausschlachtete.
Joan Crawford äußerte sich noch Jahrzehnte später abfällig über die Qualität des Films und ihre eigene Darstellung.

„Ich hätte meinen Verstand überprüfen lassen sollen. Es gibt keine Entschuldigung für einen derart schlechten Film und für mich, dass ich ihn gedreht habe.“

Am Ende des Films erklingt der Song Johnny Guitar, gesungen von Peggy Lee, der über den Film hinaus Bekanntheit erlangte und sich in den Charts platzieren konnte.

## Inhaltliche Analyse
Für viele Filmkritiker ist die brutale, grundlose „Hexenjagd“ auf Ted und Vienna eine Anspielung auf die McCarthy-Ära, nicht zuletzt wegen der Biografien der Beteiligten Philip Yordan, Ben Maddow und Nicholas Ray, die auf eine Schwarze Liste kamen oder zumindest als Außenseiter im Hollywood der McCarthy-Ära galten. Der Film zeige, „wie schnell aus falschen Anschuldigungen ein Strick geknüpft ist, und wie bereitwillig brave Bürger nach der Todesstrafe rufen, solange sie im designierten Opfer nur ihre Vorurteile bestätigt sehen.“ Bemerkenswert ist, dass die Banditen vergleichsweise positiv dargestellt werden, während die „normalen“ Dorfbewohner brutal und für böse Zwecke manipulierbar wirken – auch dies wurde von Filmkritikern als eine Anspielung auf die Rolle der Bevölkerung in der McCarthy-Ära gedeutet. Ironischerweise wurde Mr. McIvers, Mitanführer der Lynchjustiz im Film, vom Darsteller Ward Bond gespielt: Ward Bond gehörte zu den führenden Anhängern McCarthys in Hollywood und soll nach Aussage von Philip Yordan seine Rolle in dem Glauben gespielt haben, den guten und sympathischen Bürger zu verkörpern, der nur seine Pflicht tut.
Drehbuchautor Yordan kommentierte Jahrzehnte später zu dem Film:

„Ich muss sagen, dass mich das Thema von Johnny Guitar immer sehr beschäftigt hat. Sie leben friedlich an einem ruhigen Fleck, und dann kommt plötzlich ein Individuum und erklärt ihnen: 'Sie haben nicht das Recht, hier zu wohnen, aus dem und dem Grund, also machen Sie, dass sie davonkommen, oder..' (...) Ich glaube, dass dies ein wesentliches modernes Sujet ist, ein Drama als Folge einer Entwicklung einer kleinbürgerlichen Moral, die diese Gewaltherrschaft favorisiert. Aber es gibt noch andere Momente in Johnny Guitar. Der Film ist auch eine leidenschaftliche Attacke auf den Puritanismus, verkörpert in der Person der verschmähten alten Jungfer Emma Small. Und dann ist da natürlich Johnny, der tragische Held in der Fuchtel der Furien. All das ist konstruiert als lyrische Geschichte, das gestattete Nick, seinen barocken Ideen freien Lauf zu lassen.“

Im Unterschied zu fast allen anderen Western stehen hier nicht die männlichen, sondern die weiblichen Charaktere im Vordergrund. Dies geht wohl auch auf Joan Crawford zurück, die ihre Rolle im Drehbuch vergrößert haben wollte, so dass am Ende die beiden männlichen Hauptfiguren Johnny und Ted zurückstecken mussten. Der Film „schließt mit einem Duell zwischen zwei Frauen, während die Männer hilflos dabeistehen und zuschauen“. In der feministischen Filmkritik wurden häufig die unterschiedlichen Auftrittsweisen der beiden starken Frauenfiguren im Film verglichen, wobei die gegen die moderne Vienna als Bewahrerin des alten Großgrundbesitzertums auftretende Emma schließlich verliert. Georg Seeßlen schreibt dazu: „Emma Small, die nicht umsonst so heißt, will Vienna und Dancin’ Kid vernichten, klar aus Rache, aber auch aus Abwehr. Sie ist heimlich, heißt es, in Dancin’ Kid verliebt, aber wahrscheinlich sogar mehr in Vienna selbst“.

## Rezeption

### Bei seiner Veröffentlichung
Bei seiner Veröffentlichung wurde Johnny Guitar mit überwiegend negativen Kritiken bedacht.
Bosley Crowther bezeichnete den Film in der New York Times als ein „Fiasko“, auch Joan Crawford sei

„No more femininity comes from Joan Crawford than from the rugged Van Heflin in Shane. For the lady, as usual, is as sexless as the lions on the Public Library steps, and as sharp and romantically forbidden as a package of unwrapped razor blades.“

„Nicht femininer als der schroffe Van Heflin in Mein großer Freund Shane [und] so geschlechtslos wie die Löwen auf den Stufen der Stadtbücherei und so scharf und unantastbar wie eine offene Packung Rasierklingen.“

Die heute wohl noch bekannteste Kritik verfasste Brog in Variety:

„Es zeigt sich, dass [Miss Crawford] Sättel und Jeans jemand anderem überlassen und sich vor dem Hintergrund von Großstadtlichtern präsentieren sollte.“

Trotz der überwiegend negativen Kritiken erwies sich der Film in den USA mit Einnahmen in Höhe von 2,5 Millionen US-Dollar – dies entspricht einer heutigen Summe von etwa 25,2 Millionen US-Dollar – als relativ erfolgreich. Auch die zeitgenössische deutsche Filmkritik war in vielen Fällen wenig freundlich: „Die Regie ist primitiv, die Handlung armselig aus Haß und Liebe, Kuß und Schuß zusammengeleimt“, schrieb beispielsweise der Filmbeobachter. Für Joan Crawford wäre es besser gewesen, „im Zenit des Schaffens“ abzutreten, als „solch klägliche Wiederkehr zu feiern wie Joan Crawford als 'junges, begehrenswertes Weib'“. Auch die übrigen Schauspieler würden versagen, die Filmmusik sei „erregend“, die Kameraarbeit dafür bloß „mittelmäßig“.

### Neubewertung in der Nouvelle Vague
Für die Filmemacher der Nouvelle Vague wurde Johnny Guitar dagegen zu einem Kultfilm, den sie auch mehrmals in ihren späteren Filmen referenzierten. Das der Nouvelle Vague nahestehende Filmmagazin Cahiers du Cinema kürte ihn 1966 zum besten Western aller Zeiten. So verehrte François Truffaut Johnny Guitar sehr:
„Johnny Guitar ist ein falscher Western, aber kein ‚intellektueller‘. Es ist geträumt, ein Märchen, ein halluzinatorischer Western. (...) Johnny Guitar ist Die Schöne und das Biest als Western, ein Westerntraum. Die Cowboys verschwinden und sterben mit der Eleganz von Ballerinas. Die starken, gewaltigen Farben tragen zum Gefühl der Merkwürdigkeit bei; die Farbtöne sind lebhaft, manchmal sehr schön, immer unerwartet.“
Und über Joan Crawford äußerte Truffaut sich:
„Sie ist unwirklich geworden, ein Geist ihrer selbst. Weiße hat sich ihrer Augen bemächtigt, Muskeln ihres Gesichts, ein eiserner Wille hinter einem Gesicht aus Stahl. Sie ist ein Phänomen. Je älter sie wird, umso männlicher wird sie. Ihr knappes, angespanntes Spiel, das von Ray fast bis zum Krampf getrieben wird, ist ein seltsames und faszinierendes Schauspiel für sich selbst.“

### Spätere Kritiken
Auch durch die Nouvelle Vague hat Johnny Guitar heute eine Neubewertung erfahren. Joe Hembus nennt den Film „eine Kuriosität und einen Kultfilm.“ Der Drehbuchautor habe das Skript als Anklage gegen den McCarthyismus und gegen Puritanismus verstanden. Crawford habe „in einem kritischen Stadium ihrer Karriere“ gestanden. Hembus interpretiert, der Film sei Rays Abschiedsgeschenk an Crawford gewesen, ein „Werk der Liebe“ des sich gerade trennenden Paars Ray und Crawford.
Dies spiegelt sich auch in den Auswertungen US-amerikanischer Aggregatoren wider. So erfasst Rotten Tomatoes fast ausschließlich wohlwollende Besprechungen und ordnet den Film dementsprechend als „Zertifiziert Frisch“ ein. Metacritic ermittelt aus den vorliegenden Bewertungen „Allgemeines Kritikerlob“. Und They Shoot Pictures, Don’t They? zählt den Film zu den 200 angesehensten Werken der Filmgeschichte. Der Film wurde 2008 in das National Film Registry aufgenommen.
Laut Turner Classic Movies habe das Westerngenre in den 1950er-Jahren neue Formen gesucht, doch kein Werk könne Nicholas Rays kräftiges Experiment mit Farben, Geschlechterwechseln, stilisierten Sets und opernhaften Emotionen imitieren. Es sei „eine Art von Meisterwerk, das nie wiederholt werden wird“.
Phil Hardy notiert, der Film sei „auf eine lyrische und barocke […] Weise ein Meisterwerk wie nur wenige Western“. Die Dialoge seien „tranceartig“, das Spiel der Schauspieler „manieriert“, die Lichtsetzung „grell, fast surreal“. Der einflussreiche US-Filmkritiker Roger Ebert gab Johnny Guitar im Jahre 2008 die Höchstwertung von vier Sternen, es sei eines der „radikalsten psychosexuellen Melodrame“ im Gewand eines Westerns. Er wies auf die verworrenen Liebesbeziehungen im Film sowie auf die lesbischen Untertöne bei den weiblichen Hauptfiguren hin.

## Deutsche Fassung
Die deutsche Synchronfassung entstand 1954 bei der Deutsche Mondial Film GmbH und wurde am 20. August desselben Jahres erstmal aufgeführt. Die deutsche Fernsehpremiere erfolgte am 16. Juli 1973 im ZDF und am 14. Mai 2002 erschien der Film auf VHS-Kassette.
| Figur                 | Darsteller           | Deutscher Sprecher |
| --------------------- | -------------------- | ------------------ |
| Vienna                | Joan Crawford        | Gisela Breiderhoff |
| Johnny „Guitar“ Logan | Sterling Hayden      | Curt Ackermann     |
| Emma Small            | Mercedes McCambridge | Gudrun Genest      |
| Der tanzende Ted      | Scott Brady          | Siegmar Schneider  |
| Old Tom               | John Carradine       | Carl Heinz Carell  |
| Turkey Ralston        | Ben Cooper           | Horst Buchholz     |
| Bart Lonergan         | Ernest Borgnine      | Fritz Tillmann     |
| Corey                 | Royal Dano           | Friedrich Joloff   |
| John McIvers          | Ward Bond            | Wolf Martini       |
| Marshall Williams     | Frank Ferguson       | Hans Hessling      |
| Pete                  | Ian MacDonald        | Manfred Meurer     |